# Ab initio
Ab initio (lateinisch; abgekürzt: a. i.) bedeutet „von Anfang an“ und wird häufig im Bereich der Wissenschaften verwendet:
- In der Chemie zum Beispiel bedeutet eine Ab-initio-Synthese die Herstellung (Synthese) einer chemischen Verbindung aus grundlegenden Chemikalien.
- In der Physik wird eine Ab-initio-Rechnung ohne die Ergebnisse der entsprechenden Messung durchgeführt. Der Unterschied zwischen einer Ab-initio-Rechnung und einer Auswertung der Messergebnisse kann Fehler in der Experimentdurchführung zeigen, eine genauere Bestimmung der in die Rechnung einfließenden Parameter erlauben oder auch einen bisher nicht berücksichtigten Effekt zeigen.
- In der Quantenchemie und der Quantenmechanik versteht man unter ab initio das Lösen der Schrödingergleichung unter alleiniger Verwendung von Naturkonstanten. Bei Verwendung von Messwerten bzw. empirischen Parametern handelt es sich im Gegensatz zu Ab-initio-Methoden um so genannte semi-empirische Rechnungen.
- In der Luftfahrt versteht man unter ab initio eine Flugausbildung „von Beginn an“, also vom Fußgänger zum Linienpiloten.
- In der Musik wird ein Musikstück bei der Vortragsbezeichnung ab initio von Anfang an wiederholt. Siehe Abbreviatur (Musik)
- In der Rechtswissenschaft wird im Gesellschaftsrecht von einer ab initio- oder ex nihilo-Gründung einer Gesellschaft gesprochen, wenn eine gänzlich neue Gesellschaft gegründet wird und nicht etwa erst durch eine Umwandlung einer oder mehrerer bereits bestehender Gesellschaften entsteht.